# Gangjin
Gangjin (Hán Việt: Khang Tân) là một huyện thuộc tỉnh Jeolla Nam tại Hàn Quốc.  Gangjin được hình thành từ năm 1895. Huyện lị nằm tại Gangjin-eup.
Đây là khu vực sản xuất đồ gốm men ngọc bích Triều Tiên truyền thống. Ngoài ra, đây cũng là nơi sinh của nhà thơ Yeongrang Kim Yun-sik, nổi tiếng với các tác phẩm bằng phương ngữ Jeolla thập niên 1930 và 1940.
Chim biểu tượng của huyện là ác là, hoa biểu tượng là hoa trà, và cây biểu tượng là bạch quả. Một phần nhỏ của Vườn quốc gia Wolchulsan nằm trên địa bàn huyện Gangjin.
Có một tượng đài của nhà thám hiểm thế kỷ 17 người Hà Lan Hendrick Hamel, người phương tây đầu tiên đã trải nghiệm và viết về Triều đại Triều Tiên. Hamel cùng những thủy thủ đã bị đắm tàu tại đảo Jeju, và họ bị giữ tại Triều Tiên trong suốt 13 năm.

## Các địa điểm tham quan
- Vịnh Gangjinman tại Maryang-myeon.
- Chùa Geumgok (금곡사) tại Gangjin-eup.
- Chùa Baekryeon (백련사) tại Doam-myeon.
- Núi Su-in (수인산), 561 mét tại Byeongyeong-myeon.
- Boeunsan (보은산), 439 mét tại Gangjin-eup